# سريان ثنائي الطور

أشكال مختلفة للسريان ثنائي الطور

في ميكناميكا الموائع، يمكن تعريف السريان ثنائي الطور على أنه سريان السائل والغاز في أنبوب واحد. يعتبر السريان ثنائي الطور مثل على السريان متعدد الأطوار. يمكن أن يحدث السريان ثنائي الطور على أشكال مختلفة. على سبيل المثال هناك تدفقات عابرة حيث تتحول من الحالة السائلة إلى الحالة البخارية نتيجة لتسخين خارجي، سريانات منفصلة وسريان ثنائي مشتت حيث تتمثل أحد الحالات في صورة جزيئات، قطرات أو فقاعات.

## تصنيف
الطريقة الشائعة والمقبولة على نطاق واسع لتصنيف السريان ثنائي الطور هو اعتبار أن السرعة لكل طور كما لو أن ليس هناك سواه. يسمي هذا المبدأ بمدأ السرعة السطحية.

## أمثلة وتطبيقات
تاريخيا، فإن الحالات الأكثر شيوعا في دراستنا للسريان ثنائي الطور هي أنظمة الطاقة الكبيرة. تستخدم محطات إنتاج الطاقة سواء بالفحم أو الغاز الغلايات لإنتاج البخار لاستخدامه في العنفة البخارية. في مثل هذه الحالات فإن الماء تتحرك داخل أنابيب ساخنة وتتحول إلى بخار أثناء سريانها بداخلها. إن تصميم الغلايات يتطلب فهم جيد لانتقال الحرارة في السريان ثنائي الطور وسلوك انخفاض الضغط والذي يختلف كليا عن سلوك الضغط في السريان الأحادي. يدخل السريان ثنائي الطور في المفاعلات النووية حيث تستخدم الماء لإزالة الحرارة من قلب المفاعل النووي. تم التوصل إلى دراسات عظيمة للسريان ثنائي الطور كي يتم استخدامها في مثل هذه الاستخدامات، لذا يمكن للمهندسين التصميم ومعرفة الإخفاقات التي قد تحدث في شبكات الأنابيب وانخفاض الضغط المحتمل.
هناك حالة أخرى يمكن أن نجد بها السريان ثنائي الطور وهو عند حدوث ظاهرة التكهف داخل المضخات. هنا تعمل المضخة بالقرب من الضغط البخاري للمائع المراد ضخه. إذا انخفض الضغط عن ذلك والذي لربما يحدث بالقرب من الريشة، فإنه يحدث تحول للحالة السائلة وظهور الغاز داخل المضخة. يمكن أيضًا أن تحدث هذه الحالة في المراوح البحرية ولتي عندما تحدث فإنها تسب مشكلة للمصممين. عندما تنهار هذه الفقاعات البخارية فإنها تسبب دمار كبير للمروحة أو التربينة مع مرور الوقت. 
الحالات السابقة هي لمائع واحد يتحول بين طورين مختلفين مثل الماء والبخار. يمكن تطبيق السريان ثنائي الطور أيضا على خليط من مائعين مختلفين في طورين مختلفين مثل الهواء والماء أو الزيت والغاز الطبيعي. أيضا يمكن أن يكون هناك ثلاث اطوار داخل الأنابيب الغاز والزيت مثل وجود طور ثالث وهو المواد الصلبة.
يمكن تطبيق السريان ثنائي الطور أيضًا في الأنظمة الجوية مثل السحب وأيضا في سريان المياه الجوفية حيث يتحرك الماء والهواء معا في التربة.
أمثلة أخرى للسريان ثنائي الطور تشمل الفقاعات، المطر، أمواج البحر، الرغوة، النافورة، موس، التبريد العميق والتسرب النفطي.

## خصائص السريان ثنائي الطور
هناك العديد من الملامح التي تجعل منه من الفروع التي يجب دراستها في ميكانيكا الموائع: 
- يجعل التوتر السطحي جميع المشاكل الديناميكيةانظمة لاخطية.
- في حالات الهواء والماء عند الظروف القياسية من الضغط ودرجة الحرارة فإن الكثافة لكل طور تتغير بمعامل يساوي 1000.
- تتغير سرعة الصوت للمواد التي يحدث لها تغير في الطور. هذا يؤدي إلى دخول تأثير قابلية الانضغاط في المشكلة.
- التغير في الطور لا يكون تغير لحظي، والنظام الذي يحتوي على طور البخار والماء لا يكون بالضرورة في حالة اتزان.
- التغير في الطور يعني أنه يمكن حدوثه عن طريق حدوث انخفاض في الضغط  (على سبيل المثال: يمكن للماء التبخر خلال صمام) مما يزيد من الحجم النسبي للغاز، الوسط القابل للانضغاط وزيادة سرعة الخروج بينما في السريان أحادي الطور فإن سرعة الخروج للطورغير قابل للانضغاط من الصمام تكون منخفضة.

## صوتيات
الغرغرة هي خاصية صوتية تحدث نتيجة سريان ثنائي الطورغير مستقر. على سبيل المثال، عند صب الماء من الغلاية أو عند المضمضة.

## نمذجه

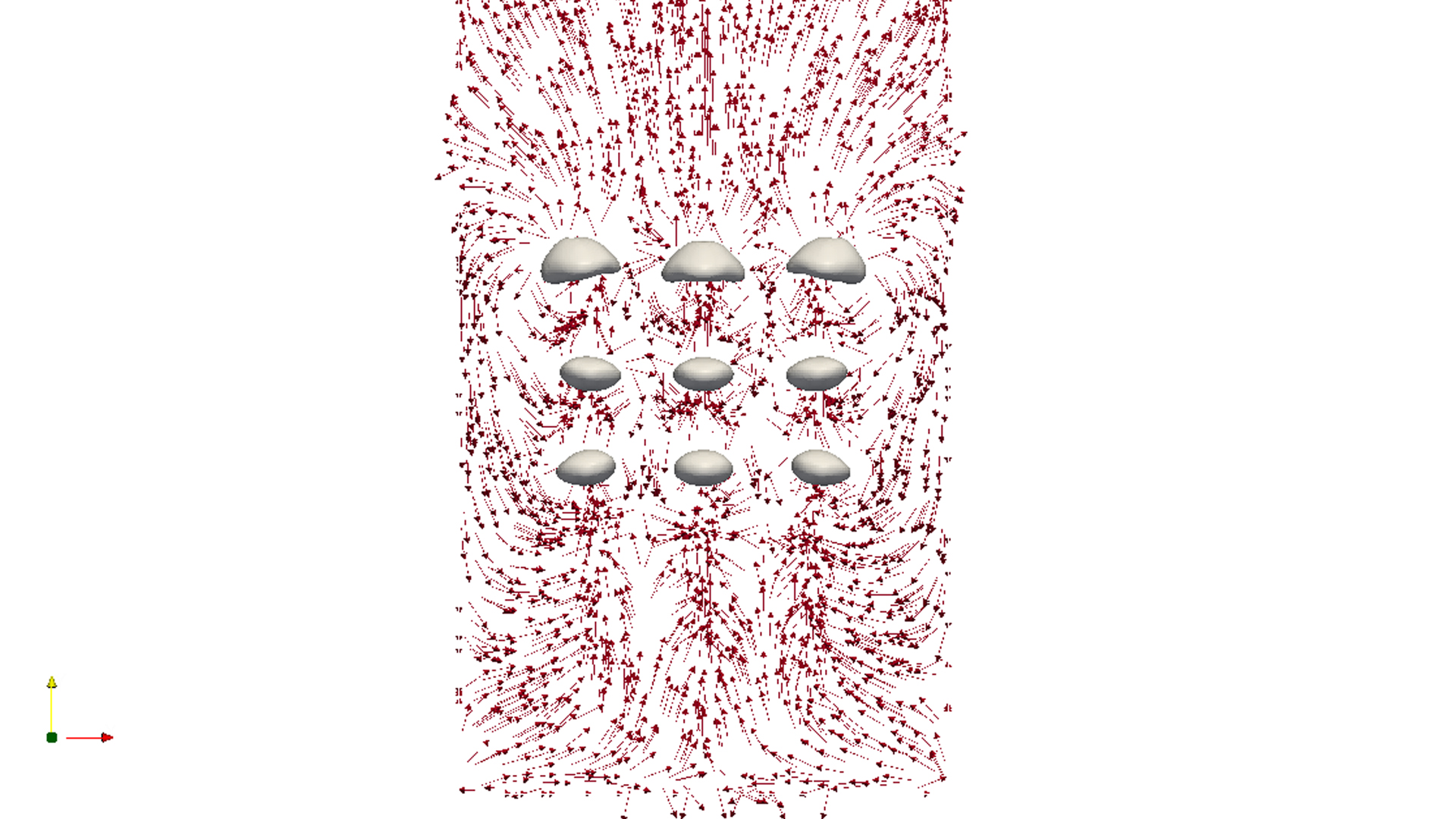
محاكاة سرب فقاعات باستخدام طريقة الحجوم

ما زالت نمذجة السريان ثنائي الطور قيد التطوير. هناك طرق شائعة مثل:
- طريقة حجم المائع
- طريقة ضبط المستوى
- طريقة بولتزمان للشبكات